# Robin Söderling
Robin Bo Carl Söderling (/ˈrɔbɪn ˈsøːdəɭɪŋ/; Tibro, 14 agosto 1984) è un allenatore di tennis ed ex tennista svedese.
Non ha mai vinto un torneo del Grande Slam, ma è giunto nel 2010 al quarto posto del ranking mondiale, si è aggiudicato 10 titoli dell'ATP World Tour e 10,4 milioni di dollari in carriera. È noto per essere stato il primo tennista che ha sconfitto Rafael Nadal all'Open di Francia (il secondo è stato Novak Đoković nel 2015 e nel 2021). Il torneo più importante da lui vinto è stato il BNP Paribas Masters 2010 di Parigi-Bercy, l'unico Masters 1000 che si è aggiudicato in carriera.
Il suo ultimo incontro da professionista, disputato il 17 luglio 2011, gli ha garantito la vittoria nello Swedish Open 2011 di Båstad. È stato poi costretto a stare lontano dai campi a causa di una gravissima forma di mononucleosi che lo ha colpito quello stesso anno, quando era quinto nella classifica ATP. Dopo aver progettato più volte il rientro, il 23 dicembre 2015 ha annunciato il definitivo ritiro dal tennis professionistico.

## Caratteristiche
Il gioco di Söderling è stato definito "brutale". È conosciuto per il suo gioco potente, che esprime imprimendo grande forza ad ogni colpo. La sua arma migliore è il servizio. Sa sfruttare ogni suo aspetto: da destra è capace di servire sia molto piatto, raggiungendo velocità oltre i 225 km/h, che esterno. Con il passare del tempo è riuscito a modificare il servizio e a giocare colpi non solo di potenza, ma anche di piazzamento, diminuendone la velocità e aumentandone lo spin e l'angolo. Possiede inoltre un buon piazzamento alla risposta.
Da fondo Söderling possiede un diritto devastante che, se in giornata, può risultare decisivo, ed è generalmente considerato uno dei colpi più letali del circuito. Lo sventaglio di diritto, giocato a tutto braccio, è il suo miglior colpo da fondo, con il quale riesce a trovare spesso angoli davvero ampi; il rovescio è un colpo solido, ma non decisivo come il diritto. Predilige il lungolinea piuttosto che l'incrociato e, a volte, è capace di giocare un discreto taglio.
A rete, dove inizialmente presentava delle lacune, lo svedese ha compiuto discreti progressi. Se fino alla metà del 2010 Robin appariva restio e timido nell'approccio, ora gioca più spesso all'attacco, concludendo con volée giocate anche su punti di particolare importanza.
Il gioco di Söderling, paradossalmente, si adatta perfettamente sia alla terra, superficie lenta, che al cemento, veloce. Un gioco lento, infatti, gli dà il tempo necessario per caricare i suoi colpi di tutta potenza; la velocità della palla, invece, favorisce la potenza dei suo colpi, che diventano difficilmente recuperabili per gli avversari. Lui stesso, inizialmente convinto di essere maggiormente portato per le superfici più veloci, si è detto convinto di essere diventato completo dopo la vittoria su Nadal al Roland Garros 2009, e di potere esprimersi al massimo su ogni superficie.
Molti hanno elogiato il gioco di Söderling, affermando che poteva davvero rimanere un top ten stabile e un serio contendente ai titoli del Grande Slam. Björn Borg riteneva che fosse molto migliorato e pronto per vincere uno Slam. In carriera aveva dimostrato più volte lacune mentali che avevano indebolito il suo gioco. Il progresso mentale compiuto prima di interrompere la carriera è stato però evidente, grazie soprattutto all'influenza del coach Magnus Norman, che lo ha seguito dal 2008 al 2010. Il rapporto con quest'ultimo sembra essere stato davvero decisivo nella sua carriera. Söderling rivelò che prima della partita con Nadal al Roland Garros 2009, Norman gli disse che il giorno dopo avrebbe visto la propria foto e gli articoli sulla sua vittoria e lo spronò a crederci, affermando che il lato mentale è fondamentale per vincere nel tennis. Lo stesso Norman ha dichiarato che in passato Soderling buttava via partite che avrebbe potuto vincere, facendosi troppo condizionare da fattori esterni, e per questo ha con lui insistito fino alla noia sulla necessità di cambiare atteggiamento mentale.
Söderling è stato spesso criticato per il suo atteggiamento ritenuto scortese e rude, distante e assente negli spogliatoi. Alcuni affermano che ciò sia da imputare alla sua timidezza. A tale riguardo lo stesso giocatore ha precisato di non essere timido e che si comportava in tal modo per essere concentrato esclusivamente sulla partita, aggiungendo che fuori dal campo è molto più rilassato e cerca di non pensare troppo al tennis. Davanti alla telecamere e agli intervistatori Söderling infatti si è sempre dimostrato gentile e disponibile; il suo comportamento è poi migliorato e tanti campioni, come Rafa Nadal, hanno elogiato tale cambiamento.
Per quanto riguarda l'abbigliamento Söderling indossava Lotto e, dopo avere giocato con una racchetta Head YOUTEK Radical Midplus, era poi passato a una Head Youtek Prestige Midplus. Indossava una maglietta Lotto Epic Crew e le scarpe Lotto Raptor Ultra.

## Biografia

### Vita privata
Söderling parla correttamente l'inglese, lo svedese e il tedesco. Il padre Bo è avvocato ed ex giocatore di tennistavolo, la madre Britt-Inger una casalinga, mentre la sorella Sandra è insegnante. Soderling ama uscire con gli amici e con la moglie Jenni Moström, che gli ha dato una bimba di nome Oliva. Ama inoltre guardare sport in tv, giocare a golf, pescare, girare in macchina, una BMW, la pizza e l'Italia; i suoi film preferiti sono Scarface e Il gladiatore.
Dopo essere stato costretto a interrompere la carriera nel 2011 si è dedicato alla vita famigliare e ai suoi passatempi preferiti, soprattutto la pesca, restando lontano dal tennis per diciotto mesi. In seguito si è riavvicinato alla disciplina ed è diventato uno degli organizzatori dello Stockholm Open. Ha ripreso la racchetta in mano e ha iniziato ad allenarsi con parsimonia, credendo nel proprio rientro. Ha fatto produrre a livello artigianale una nuova pallina da tennis di sua creazione, la prima di un tennista professionista.

### Carriera sportiva

#### Juniores
Söderling inizia a giocare a tennis a cinque anni. Nella piccola Tibro pratica diversi sport, tra cui il calcio; solo a 12/13 anni sceglie definitivamente il tennis, principalmente perché sport individuale, e oltretutto perché poteva arrivare agli allenamenti facilmente con la sua bicicletta. A undici anni vince lo Swedish Junior Championship. Nel novembre '98, in Lussemburgo, disputa il suo primo torneo juniores a 14 anni, perdendo al primo turno contro Fred Hemmes, Jr. Nel 2000, primo anno completo a livello juniores, ottiene ben quattro titoli in singolo, e nel 2001 arricchisce il suo palmarès con altre tre vittorie. Grazie a questi risultati lo svedese raggiunge la quarta posizione della classifica junior e disputa a Stoccolma il suo primo torneo professionista, dove batte Ramón Delgado 6-3 6-3, per la sua prima vittoria, prima di perdere contro Thomas Enqvist agli ottavi.

#### Primi anni nel professionismo

##### 2002

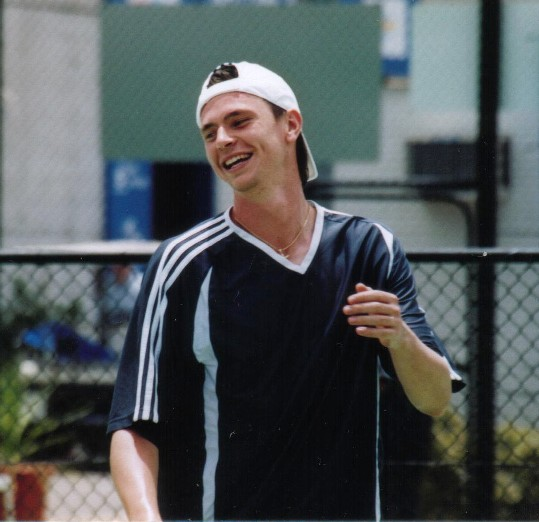
Un giovanissimo Robin Söderling

Nel 2002 Söderling cerca di affermarsi nel circuito ATP partecipando a cinque tornei e facendosi notare allo US Open in cui, partendo dalle qualificazioni, raggiunge il secondo turno dove perde contro Marcelo Ríos. Partecipa anche al torneo svedese di Båstad, eliminato al primo turno da Mariano Zabaleta, e a quello di Stoccolma, dove perde ancora al primo turno contro il thailandese Paradorn Srichaphan; gli altri tornei professionistici che disputa sono il Dutch Open di Amersfoort (primo turno, sconfitto da Michael Kohlmann) e l'open di St. Poelten, in Austria, perdendo sempre al primo turno contro Antony Dupuis.
Nel circuito challenger durante la stagione disputa diversi tornei tra Australia, Nuova Zelanda, Gran Bretagna, Finlandia, Turchia, Francia, Svezia, Italia e Repubblica Ceca, con un bilancio di 16 vittorie e 8 sconfitte, ma riuscendo a raggiungere un'unica finale in Finlandia, dove perde contro Igor' Andreev.

##### 2003
Il 2003 coincide con un periodo molto positivo: Söderling inizia l'anno da numero 166, e conclude come numero 66; raggiunge la top 100 per la prima volta in carriera il 25 agosto. Inizia a ottenere buoni risultati nel circuito ATP, perdendo al terzo turno a Wimbledon contro l'inglese Tim Henman e arrivando in finale al torneo di Stoccolma, dove perde contro Mardy Fish. Partecipa anche agli US Open, venendo eliminato al primo turno da Taylor Dent. Viene poi eliminato al secondo turno dello Swedish Open e al primo turno a Tokyo.

#### Prime vittorie e primi infortuni

##### 2004
Il 2004 è l'anno della conferma a livello professionista. Grazie alla buona posizione in classifica lo svedese può partecipare a tutti i principali tornei dell'anno e inizia a farsi notare ad alti livelli; inizia l'anno a Doha, dove viene sconfitto al secondo turno dall'esperto Ivan Ljubičić. Dopo la partecipazione all'Heineken Open agli Australian Open batte per la prima volta un top ten, rimontando due set di svantaggio al numero 6 del mondo Rainer Schüttler e vincendo al quinto. Al turno successivo cede in tre set a Nicolas Escudé. Nel mese di febbraio fa il suo debutto in Coppa Davis, nell'incontro di primo turno contro l'Australia, perdendo abbastanza nettamente contro Lleyton Hewitt. Nello stesso mese raggiunge la seconda finale in carriera all'Open di Marsiglia senza perdere alcun set, ma viene sconfitto da Dominik Hrbatý. In primavera arrivano le prime partecipazioni ai Masters 1000: tra Indian Wells, Miami e Montecarlo ottiene solo le due vittorie contro Ljubičić e Ferrer.
Fino a giugno viene quindi eliminato sempre al primo turno, ma all'Open di Nottingham giunge in semifinale, dove perde contro Paradorn Srichaphan, futuro vincitore del torneo; non si conferma a Wimbledon, uscendo al primo turno. Raggiunge poi la semifinale al torneo casalingo di Båstad, dove è sconfitto da Gastón Gaudio. Nei quarti e negli ottavi Soderling, numero 48 del Ranking mondiale, aveva battuto Tommy Robredo, numero 19, e Juan Ignacio Chela, numero 16. Alla Rogers Cup in Canada affronta per la prima volta il numero 1 mondiale Roger Federer, che lo batte al secondo turno. Una settimana dopo raggiunge per la prima volta gli ottavi in un Masters 1000 al Torneo di Cincinnati. Agli US Open batte al primo turno il numero 16 del mondo Fernando González ma viene eliminato subito dopo da Nikolaj Davydenko. A ottobre ottiene il primo titolo in singolare all'Open di Lione, imponendosi in finale contro Xavier Malisse, dopo aver sconfitto i due top 20 Tommy Robredo e Joachim Johansson. La vittoria è il preludio a un'altra grande prestazione in Francia, dove raggiunge i suoi primi quarti di un Masters 1000 a Parigi. Chiude così la positiva annata da numero 34 del ranking mondiale.

##### 2005
Il 2005 di Söderling si apre a Sydney, dove Mardy Fish lo sconfigge al primo turno. Subisce la stessa sorte contro Dominik Hrbatý agli Australian Open. La settimana dopo, il 31 gennaio, Söderling trionfa al Torneo indoor di Milano, sconfiggendo Maks Mirny in semifinale e Radek Štěpánek in finale, aggiudicandosi così il secondo titolo in singolare della carriera. Fino all'inizio di maggio Söderling esce sempre al primo turno. Condizionato da problemi fisici alle ginocchia colleziona quattro sconfitte su altrettanti incontri ai tornei di Rotterdam, Dubai, Montecarlo e Roma. Si riprende parzialmente al Masters di Amburgo, dove ottiene una prestigiosa vittoria sul numero 11 David Nalbandian, venendo sconfitto al turno successivo da Juan Ignacio Chela. Torna a vincere due incontri di fila agli US Open e a Metz. Nel resto della stagione soffre di diversi fastidi fisici; perde al primo turno a Wimbledon e al secondo ai Canada Masters, a Båstad, a Cincinnati e al Roland Garros. Chiude la stagione a Metz, sconfitto ai quarti da Ivan Ljubičić. A causa degli scarsi risultati scivola in 77ª posizione e a fine anno si sottopone a un intervento chirurgico.

##### 2006
Torna nel gennaio del 2006 e vince un challenger a Heilbronn, in Germania, ma è costretto a rinunciare ai successivi Australian Open. Torna invece nel circuito ATP a Zagabria, dove esce al primo turno per mano di Feliciano López. La settimana successiva partecipa a un incontro di Coppa Davis, negli ottavi di finale del World Group, dove perde dall'argentino David Nalbandian. A San Jose si presenta da numero 97 del Ranking e perde ai quarti dal talento emergente Andy Murray. Con questo risultato recupera dieci posizioni, e a Memphis impressiona raggiungendo la finale, sfruttando un tabellone favorevole, ma viene sconfitto dal tedesco Tommy Haas. A Indian Wells raggiunge i sedicesimi battendo nei trentaduesimi il numero 15 Fernando González. A Montecarlo batte Nikolaj Davydenko, allora numero 6 del mondo, e procede fino al terzo turno, dove si ritira contro González. Al Roland Garros è sfortunato nel sorteggio e trova subito il numero 2 Rafa Nadal, che lo batte senza problemi.
Nei quattro successivi tornei ottiene due quarti e una semifinale. I primi due a Halle e Båstad, la semifinale sull'erba di Nottingham. A Wimbledon è subito battuto dal padrone di casa Tim Henman. A questi buoni risultati si aggiungono il terzo turno raggiunto a Cincinnati, dove batte il top 15 Tomáš Berdych, e la semifinale a New Haven, dove ottiene la vittoria sul numero 8 Marcos Baghdatis al terzo turno e perde in semifinale contro Nikolaj Davydenko. Agli US Open non va oltre il secondo turno; circa un mese dopo vince i suoi due singolari nei playoff del World Group di Coppa Davis contro il Brasile, dando un contributo decisivo alla Svezia che si conferma nel World Group. A fine annata raggiunge la semifinale nel Torneo di Stoccolma, il terzo turno a Madrid, dove perde contro il numero 1 del mondo Federer, e i quarti a Lione. Chiude la stagione a Parigi, dove parte come testa di serie numero 18 e, dopo un bye al primo turno, cede al secondo a Marat Safin.
La stagione si rivela dunque positiva, e Söderling chiude l'anno da numero 25.

##### 2007
Il 2007 è un anno dalla doppia faccia: nella prima parte Söderling si conferma all'altezza del proprio ranking, mentre nella seconda trova poca continuità e non riesce a migliorare la classifica. Inizia positivamente a Doha, dove arriva alla semifinale. Ma al primo appuntamento che conta, gli Australian Open, lo svedese esce al primo turno contro Florian Mayer. A Zagabria subisce una clamorosa sconfitta dal numero 134 del mondo Alexander Peya al secondo turno. Si conferma una pedina preziosa per la Nazionale di Coppa Davis della Svezia, vincendo i due singolari contro la Bielorussia, sconfiggendo Maks Mirny in un gran match al quinto set, e Vladimir Volčkov. Sia a Marsiglia che a Dubai raggiunge le semifinali. In particolare a Marsiglia batte il numero 3 del mondo Davydenko per 3-6 6-4 6-1: si tratta della sua prima vittoria su un giocatore classificato nelle prime tre posizioni. A Indian Wells si arrende al numero 5 del mondo González al terzo turno.
Ancora una volta schierato in Coppa Davis non delude ai quarti contro l'Argentina, sconfiggendo la stella nascente Juan Martín del Potro. I quarti di finale raggiunti a Montecarlo sono l'ultimo buon risultato della stagione e sono seguiti da un periodo negativo e avaro di risultati, dovuti anche a fastidi fisici che gli impediranno di disputare gli ultimi quattro mesi di stagione. Sulla terra rossa ottiene tre vittorie, una a Barcellona, una a Roma e una ad Amburgo; al Roland Garros esce al primo turno sconfitto da Albert Montañés. Nella stagione sull'erba esce al secondo turno del torneo di Halle, e a Wimbledon arriva al terzo turno, dove perde contro Nadal un match molto polemico finito al quinto set. A Båstad raggiunge i quarti, dove viene battuto da Carlos Moyá. Il Masters di Montreal, in cui si ritira contro Marat Safin, è l'ultimo torneo della stagione, che si chiude in agosto a causa di un infortunio al polso sinistro quando è numero 41 del ranking.

#### Ritorno dagli infortuni e top ten

##### 2008

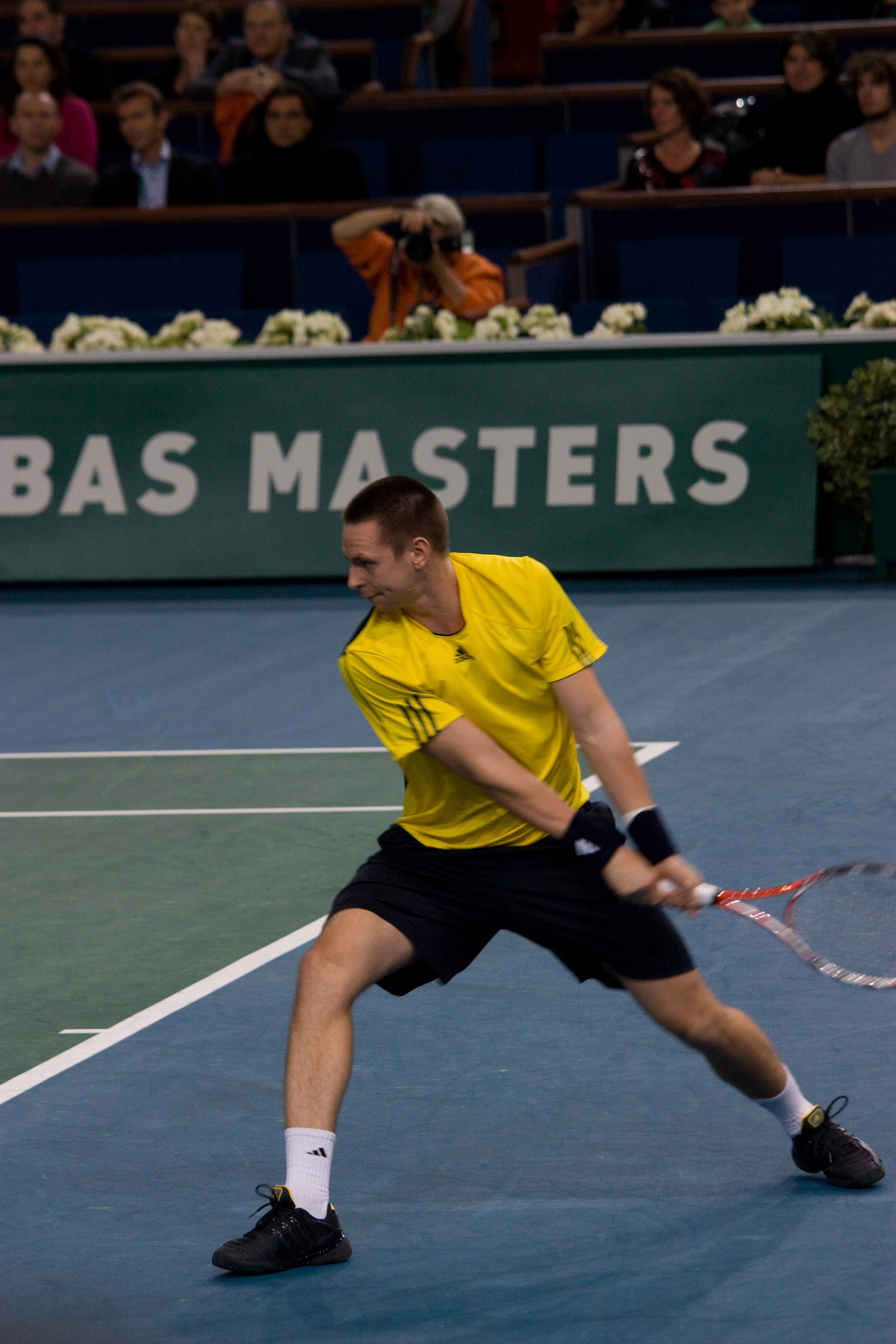
Soderling a Parigi-Bercy nel 2008

L'infortunio non gli consente di partecipare agli Open d'Australia, e il primo torneo che gioca nel 2008 è l'Open di Marsiglia, dove raggiunge i quarti di finale. Torna a disputare una finale al Torneo di Rotterdam, dove perde 6-7 6-3 7-6 dal francese Michaël Llodra. La settimana successiva disputa il Torneo di Memphis nel quale, dopo avere sconfitto la testa di serie nº1 Andy Roddick, perde in finale dal belga Steve Darcis per 6-3 7-6. Sulla terra rossa di Düsseldorf, in Germania, disputa un'eccezionale World Team Cup 2008 e consegna la vittoria al team svedese, vincendo sia i quattro match del singolare che i quattro di doppio. È il terzo giocatore della storia a riuscire nell'impresa, dopo John McEnroe nel 1984 e Fernando González nel 2003.
A fine maggio raggiunge il terzo turno dell'Open di Francia, dove perde contro Julien Benneteau. Al Torneo di Wimbledon perde in tre set contro Federer nel secondo turno. Dopo i deludenti risultati alle Olimpiadi di Pechino 2008 e agli US Open Söderling interrompe il rapporto con il coach Peter Carlsson e sceglie come sostituto temporaneo l'ex tennista svedese Magnus Norman, in attesa di trovare un nuovo allenatore. Con l'aiuto di Norman raggiunge la terza finale dell'anno a Stoccolma, ma perde al terzo set contro l'argentino David Nalbandian in un match equilibrato. Tre settimane dopo torna a vincere un torneo dopo tre anni, sconfiggendo a Lione Benneteau al terzo set. Nel corso della manifestazione il giovane svedese aveva sconfitto due top ten della classifica ATP: lo statunitense Andy Roddick ai quarti e l'idolo di casa Gilles Simon. Questa vittoria lo proietta al numero 18 del ranking, il più alto da lui raggiunto, e a fine anno si migliora salendo di una posizione. Il 4 novembre conferma in via definitiva l'incarico di allenatore a Magnus Norman a partire dall'inizio della nuova stagione.

##### 2009: prima finale Slam
La stagione inizia a Brisbane, dove perde contro il futuro vincitore Štěpánek nei quarti; anche a Auckland perde contro il futuro campione Juan Martín del Potro nelle semifinali. Si presenta testa di serie numero 16 agli Australian Open, dove perde al secondo turno contro il cipriota Marcos Baghdatis. Si ferma al secondo turno anche a Indian Wells, sconfitto da Nicolás Lapentti. Nonostante un buon livello di gioco e la vittoria al Challenger di Sunrise Soderling soffre di alcuni fastidi fisici che gli impediscono di giocare al meglio e ottenere risultati positivi. Riesce finalmente a vincere due match di fila a Roma, prima di perdere 6-0 6-1 da Nadal al terzo turno, in un match molto controverso. Raggiunge il terzo turno anche al Master di Madrid, dove perde dal futuro campione Federer. Partecipa ancora alla World Team Cup di Düsseldorf, dove ottiene due vittorie su Gilles Simon e Rainer Schüttler, quest'ultimo battuto 6-0 6-0, che non consentono però alla Svezia di aggiudicarsi il trofeo.

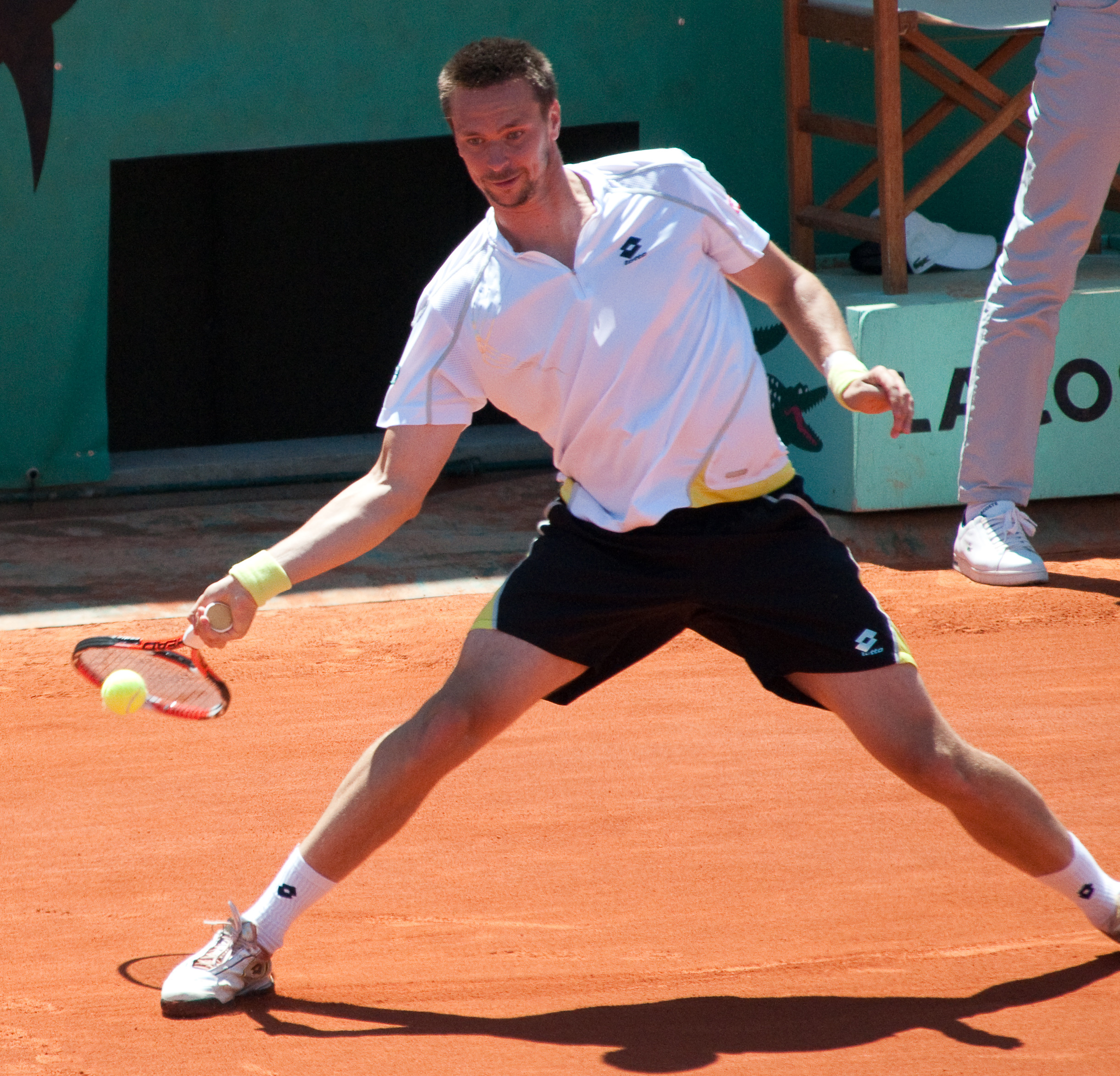
Soderling è il sesto svedese a raggiungere la finale del Roland Garros, dopo il suo coach Magnus Norman, Mats Wilander, Michael Pernfors, Stefan Edberg e Björn Borg

Söderling si presenta al Roland Garros come testa di serie numero 23. Raggiunge per la prima volta il quarto turno di un torneo dello Slam, battendo nell'ordine Kevin Kim, Denis Istomin e David Ferrer. Il match che disputa al quarto turno contro Rafael Nadal è il punto di svolta della sua carriera. Riesce nella clamorosa impresa di battere il quattro volte campione in carica, registrando la più grande sorpresa dell'anno e interrompendo la striscia vincente dello spagnolo di 31 match in questo torneo. L'ex campionessa Martina Navrátilová descrisse l'avvenimento come una delle più grandi sorprese nella storia nello sport. La vittoria 6-2 6-7 6-4 7-6, rende Söderling il primo e, fino al 2015 (quando ci riuscirà Novak Dokovic), unico giocatore in grado di battere Nadal all'Open di Francia, nonché l'unico a batterlo sulla terra in un match da cinque set. Due giorni dopo la schiacciante vittoria nei quarti contro la testa di serie numero 10 Nikolaj Davydenko, cedendo solo cinque game, gli permette di raggiungere la prima semifinale di un major. Vince quindi un'incredibile semifinale al quinto set (6-3 7-5 5-7 4-6 6-4) contro Fernando González, dopo essere stato sotto 0-30 e 1-4 nel decisivo set, inanellando cinque giochi di fila per vincere l'incontro. Viene sconfitto in finale, dove Federer completa il Career Grand Slam e lo batte piuttosto agevolmente 6-1 7-6 6-4. I successi ottenuti garantiscono a Söderling il numero 12 mondiale, il più alto piazzamento della carriera fino a quel momento.
In seguito Söderling disse di essere stato nervoso ed eccitato durante il torneo, emozionato per il traguardo raggiunto che rappresenta il sogno di qualsiasi professionista. Felice per la vittoria su Nadal, sulla quale contava fin dal giorno che ha preceduto l'incontro, ha cercato di controllare le emozioni e restare concentrato sul match successivo. Si è dichiarato particolarmente soddisfatto dell'andamento del torneo, perché è bello e difficile giocare così bene per due settimane di fila. Circa i propri miglioramenti dopo il torneo ha ammesso che la vittoria su Nadal ha cambiato qualcosa in lui, convincendolo di potere dare il meglio anche contro i grandi tennisti e di avere ulteriori margini di miglioramento. Questa edizione del Roland Garros gli ha dato molta fiducia in sé stesso, e la terra è diventata la superficie con cui ha più confidenza e che valorizza il suo gioco, malgrado vi siano molti ottimi giocatori su questa superficie, in particolare i maestri spagnoli e sudamericani. I rimbalzi sono un po' più alti e gli danno il tempo per girare attorno alla palla e caricare il diritto.
Archiviato così il miglior torneo della sua carriera Söderling è testa di serie numero 13 al successivo Torneo di Wimbledon, dove tutti attendono una sua conferma. Conferma che arriva con il raggiungimento degli ottavi, dove perde contro la sua bestia nera Federer il quale, pur strappandogli il servizio una sola volta, lo batte 6-4 7-6 7-6. Per raggiungere gli ottavi (i suoi primi a Wimbledon), aveva battuto nell'ordine Gilles Müller, Marcel Granollers e Nicolás Almagro. Poco prima del match con Federer, intervistato su come potesse battere lo svizzero, Söderling dice che è l'avversario più difficile da affrontare, avendo perso contro lo svizzero dieci volte di fila, e di considerarlo il più forte tennista della storia, senza alcun punto debole".
Dopo Wimbledon Söderling fa ritorno nella terra natia e partecipa a Båstad. Da testa di serie numero 2 riceve un bye al primo turno, batte Kristof Vliegen 6-2, 6-3 nel secondo turno e Almagro 7-5 6-3 nei quarti. In semifinale sconfigge il compatriota Andreas Vinciguerra 6-1 7-6 e completa il trionfo affermandosi in finale contro Juan Mónaco 6-3 7-6, divenendo il primo svedese, dopo il suo coach Norman nel 2000, a vincere il singolare in questo torneo. La vittoria coincide con il primo successo in un torneo outdoor, così come la prima su una superficie che non sia il cemento indoor. Dopo il torneo Robin è classificato numero 11 al mondo. Nella stagione sul cemento americano, Soderling si ritira ai quarti a Washington per un infortunio al gomito, che gli impedisce di partecipare alla Rogers Cup. Torna in tempo per il Masters di Cincinnati, ma un'approssimativa forma fisica gli rende difficile esprimersi al meglio, e il suo cammino è interrotto immediatamente da Lleyton Hewitt.
Söderling, testa di serie numero 12 agli US Open, raggiunge per la prima volta i quarti dello Slam statunitense, dopo prestigiose vittorie contro Albert Montañés, Marcel Granollers, Sam Querrey e Nikolaj Davydenko (che si ritira mentre perdeva due set a uno). Nel successivo incontro dei quarti ritrova Federer. Söderling dimostra i suoi miglioramenti tenendo duro dopo un inizio disastroso, e vince il tie-break del terzo set dopo esserere stato sotto 0-4. Il quarto set è altrettanto equilibrato e lo svedese non riesce a sfruttare un set point, andando così a un passo dal prolungare la partita al quinto set e finendo per cedere 6-0 6-3 6-7 7-6. È stata la seconda volta che lo svedese è riuscito a vincere un set contro Roger nei dodici confronti disputati fino ad allora. Nei playoff di Coppa Davis contribuisce alla vittoria della Svezia nello spareggio contro la Romania, sconfiggendo Victor Hănescu per 7-5 6-1 6-0.
Dopo gli US Open raggiunge le semifinali sia al Malaysian Open che al China Open. Al Masters di Shanghai raggiunge i quarti di finale, sconfiggendo tra gli altri la testa di serie numero 5 Jo-Wilfried Tsonga 6-3 6-3, ma perdendo contro Feliciano López. Questo torneo gli permette di raggiungere per la prima volta la top ten. A Stoccolma è testa di serie numero 1, ma si ritira in semifinale per un problema al gomito che gli preclude la partecipazione al torneo di Valencia. Per qualificarsi alle finali ATP di Londra Soderling ha bisogno di una grande prestazione al Masters di Parigi-Bercy. Inizia in maniera positiva, battendo Ivo Karlović e Nikolaj Davydenko (testa di serie numero 6). Le possibilità di qualificarsi svaniscono quando il futuro vincitore Novak Đoković lo elimina nei quarti di finale, relegando Söderling al nono posto finale. Giunto alle finali di Londra come prima riserva, Söderling viene ammesso al tabellone dopo che Andy Roddick si ritira per infortunio, e viene inserito nel gruppo con Nadal, Đoković e Davydenko. Robin ha un inizio impressionante, battendo nettamente 6-4 6-4 Nadal e 7-6 6-1 Đoković, qualificandosi immediatamente per le semifinali come primo del gruppo. La sconfitta al terzo set contro Davydenko, nel suo terzo e ultimo match del Round Robin, risulta quindi ininfluente. Nelle semifinali perde al tiebreak del terzo set contro il fresco campione degli US Open Juan Martín del Potro. Termina l'anno come numero 8 del mondo, il suo best ranking.

##### 2010: seconda finale Slam

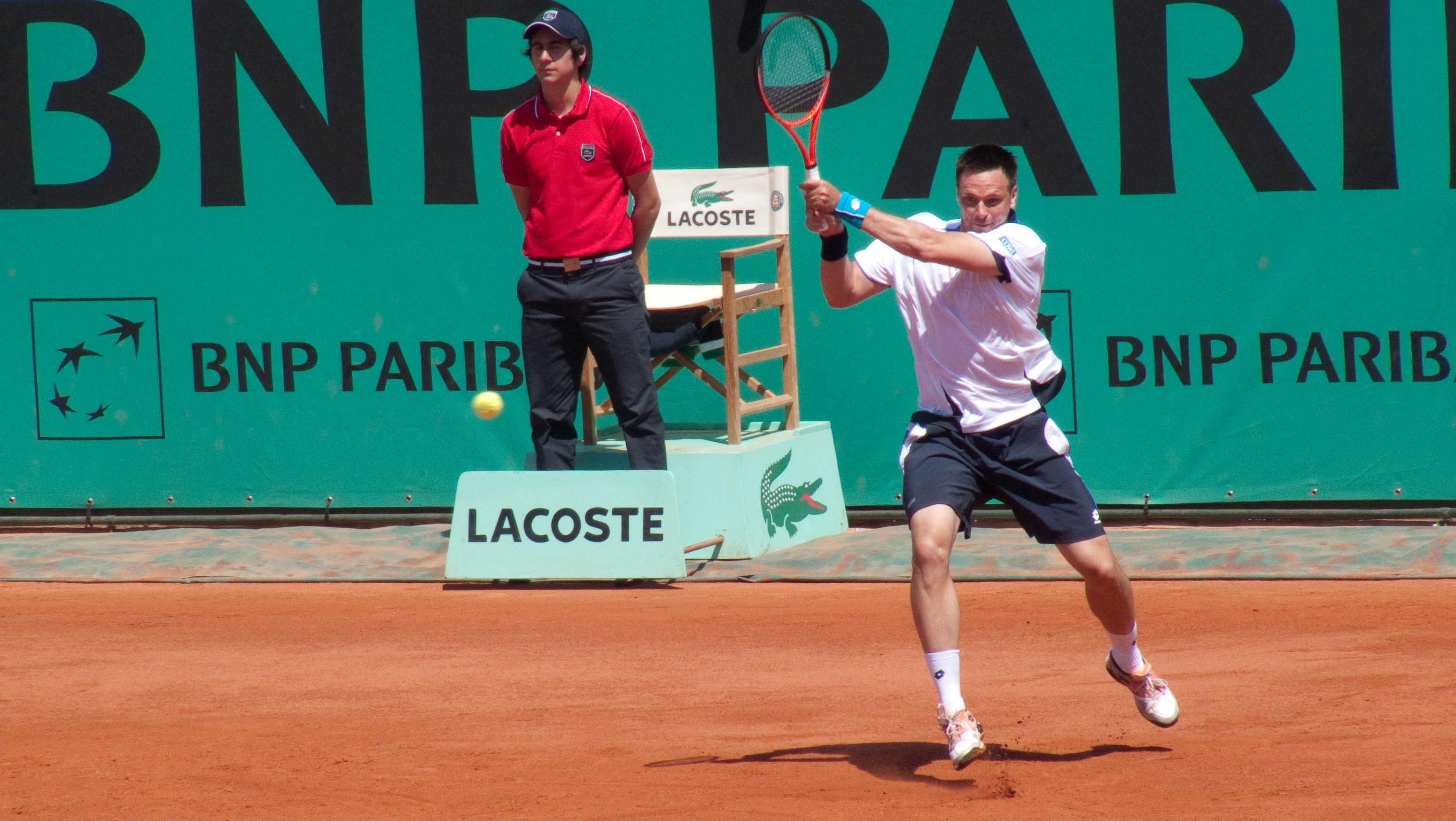
Al Roland Garros Soderling ha interrotto la serie di 23 semifinali consecutive nei tornei dello Slam di Roger Federer

Il 2010 comincia al Capitala World Tennis Championship, un torneo di esibizione ad Abu Dhabi. Nei quarti di finale sconfigge Stan Wawrinka 7-6 7-6 e nelle semifinali rimonta un set e un break di svantaggio per battere 6-2 al terzo Roger Federer. È la prima sconfitta che lo svizzero ha subito per mano del gigante svedese, ma non viene conteggiata nelle statistiche essendo la partita un'esibizione. Soderling si arrende in finale a Nadal per 6-7 5-7. A Chennai, dove è testa di serie numero 1, delude uscendo al primo round contro Robby Ginepri. Più grave è la successiva sconfitta patita al primo turno dell'Australian Open, dove si presenta come testa di serie numero 8. In vantaggio per 7-5 6-2 contro lo spagnolo Marcel Granollers, si fa rimontare e perde al quinto set. Si impone quindi a Rotterdam, gareggiando con una wild card e da testa di serie numero 3 sconfiggendo in finale Michail Južnyj, che si ritira quando sta perdendo 6-4, 2-0.
Non riesce a replicare il successo di Marsiglia, dove figura testa di serie numero 1, battuto ai quarti dal futuro vincitore Michaël Llodra. Successivamente raggiunge le semifinali in entrambi i Master 1000 americani di primavera, perdendo a Indian Wells da Roddick e a Miami da Tomáš Berdych. Robin fa ritorno in Europa per la stagione sulla terra, ma deve rinunciare al Masters di Montecarlo per i problemi a un ginocchio eccessivamente sforzato. Torna in tempo per Barcellona, dove raggiunge la finale ma viene sconfitto da Fernando Verdasco per 6-3, 4-6, 6-3. Nella strada per la finale, aveva sconfitto Juan Ignacio Chela, Feliciano López, Eduardo Schwank e Thiemo de Bakker. La stagione sulla terra prosegue con cattivi risultati sia al Masters di Roma che a quello di Madrid, dove ottiene solo una vittoria contro Paolo Lorenzi. Anche a Nizza perde subito al debutto contro Olivier Rochus.
Söderling si presenta dunque al Roland Garros da testa di serie numero 5 e osservato speciale, nel tentativo di riconfermare il grandissimo torneo dell'anno precedente. Lo svedese non delude: cede solo sette giochi in due partite contro Laurent Recouderc e Taylor Dent. Dopo le vittorie su Albert Montañés e Marin Čilić al terzo e quarto turno Soderling supera ai quarti di finale Roger Federer (3-6, 6-3, 7-5, 6-4), vendicando la sconfitta in finale dell'anno precedente e interrompendo una striscia di dodici sconfitte contro il tennista svizzero. La vittoria pone fine anche al record di 23 semifinali consecutive giocate dal campione svizzero, confermandosi dunque un osso duro per le teste di serie numero 1 del torneo parigino. Dopo il grande successo Söderling affermò di avere giocato bene, approfittando delle poche chance concessegli da Roger, facendosi trovare pronto a rispondere con i pochi colpi che il campione svizzero consente di giocare e applicando al meglio le tattiche studiate. Ha fatto inoltre notare la minore difficoltà di questo match rispetto a quello perso l'anno precedente contro Federer, che era la sua prima finale in uno Slam.
Dopo avere eliminato in semifinale il ceco Tomáš Berdych in cinque set per 6-3 3-6 5-7 6-3 6-3 viene sconfitto in finale da Rafael Nadal, che si impone per 6-4, 6-2, 6-4 e vendica la sconfitta dell'anno precedente. Malgrado la sconfitta raggiunge il giorno seguente il numero 6 della classifica ATP, suo best ranking.
Pochi giorni dopo, sull'erba di Wimbledon, lo svedese si dimostra molto in forma nella prima settimana non cedendo neanche un set a Robby Ginepri, Marcel Granollers e Thomaz Bellucci. Nella seconda settimana, agli ottavi, cede due set a David Ferrer ma vince al quinto, per poi arrendersi in quattro set di nuovo allo spagnolo Nadal nei quarti. Alla fine del torneo migliora la sua posizione in classifica e il suo best ranking, issandosi al numero 5. Il periodo seguente si rivela negativo. Al torneo di casa di Båstad rischia fortemente nei quarti contro l'italiano Andreas Seppi e arriva a fatica in finale dove perde contro l'esperto spagnolo Nicolás Almagro. Il suo momento no continua nei due Masters 1000 americani di Cincinnati e Toronto, perdendo in entrambi al terzo turno, rispettivamente contro David Nalbandian e Andy Roddick.

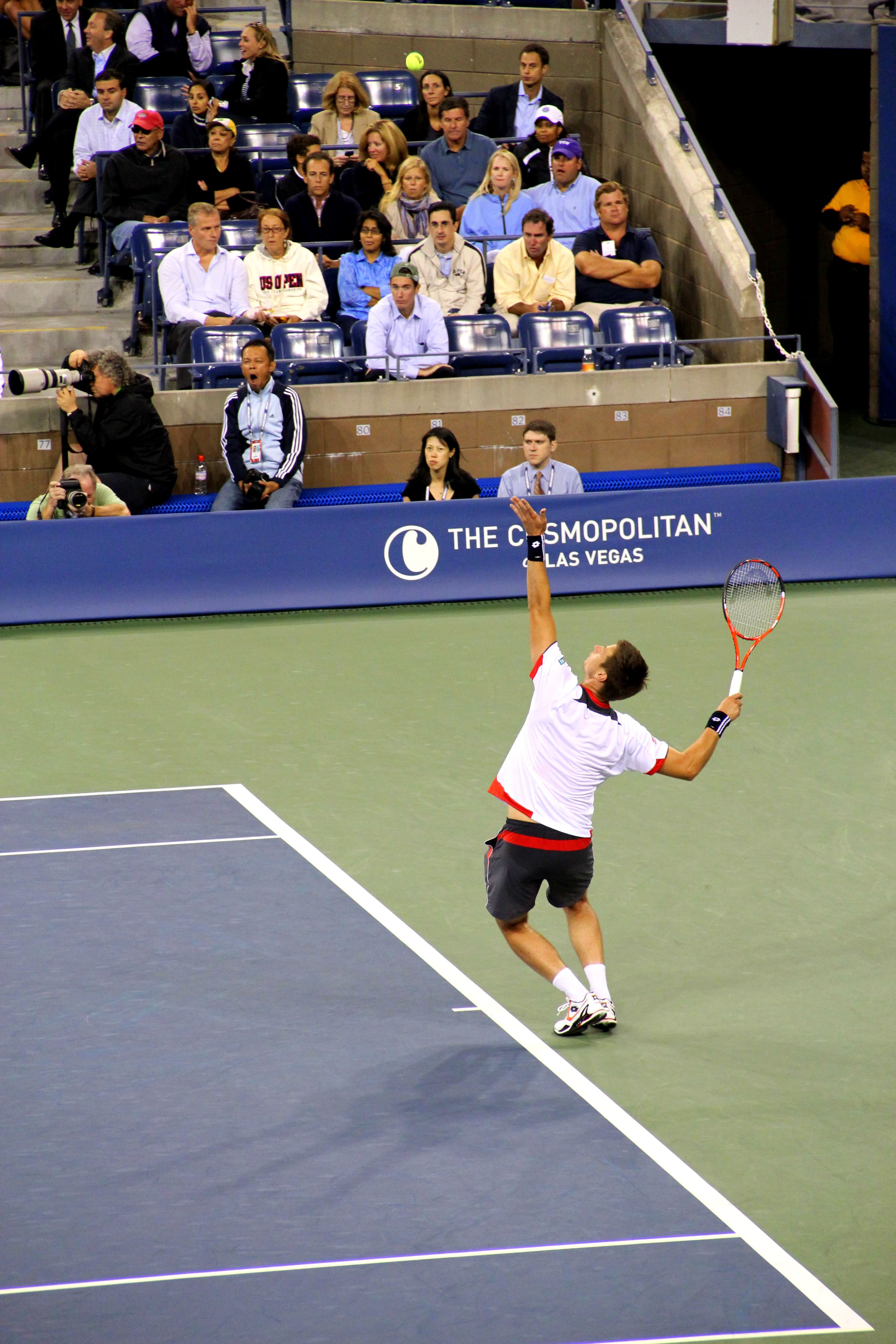
Il servizio Soderling agli US Open 2010

Ritrova la forma ai successivi US Open, dove torna a giocare ad alti livelli: dopo un primo turno difficile contro il qualificato austriaco Andreas Haider-Maurer, in cui si fa rimontare di due set per chiudere poi al quinto, arriva ai quarti cedendo solo un set ad Albert Montañés negli ottavi e viene incluso tra i candidati per la vittoria finale. Ai quarti di finale perde però nettamente contro Roger Federer, in un match caratterizzato da forte vento. Successivamente, dà un contributo fondamentale al trionfo della Svezia contro l'Italia nei Play-Off di Coppa Davis, vincendo nettamente in tre set entrambi gli incontri di singolare contro Fabio Fognini e Simone Bolelli. Nella tournée asiatica offre prestazioni altalenanti: a Kuala Lumpur perde clamorosamente ai quarti dal kazako Andrej Golubev, e a Pechino, sempre ai quarti, da David Ferrer.
Nonostante questo nel penultimo Masters 1000 della stagione offre delle buone prestazioni al secondo e terzo turno, eliminando avversari difficili come il serbo Janko Tipsarević e lo spagnolo Ferrer, prima di perdere ancora una volta contro Federer 6-1 6-1. Viene poi eliminato a sorpresa nei quarti del torneo di Stoccolma dal futuro finalista Florian Mayer. Gli esperti attribuiscono questo periodo negativo dello svedese al netto calo delle percentuali di servizio, un colpo che lo ha abbandonato e costretto a numerose e inaspettate sconfitte nel lasso di tempo compreso tra il torneo di Båstad a quello di Stoccolma.
Una volta ritrovata fiducia in sé stesso e l'efficacia del servizio Soderling raggiunge le semifinali nel 500 di Valencia (dopo le prime due partite dichiarò: "Penso di stare giocando bene. È positivo per me trovare di nuovo fiducia nel servizio e nei colpi da fondo, e certamente vittorie agevoli e veloci possono favorirmi) per arrendersi nuovamente a Ferrer, dopo le vittorie su buoni giocatori come Montañés e Gaël Monfils. Con questo risultato ottiene matematicamente l'accesso alle ATP World Tour Finals, per il secondo anno di fila.
Al seguente torneo di Parigi-Bercy, ultimo Master 1000 della stagione, Söderling si presenta in buona forma e come testa di serie numero 4, per via dell'assenza del numero 1 Nadal. Qui conferma la tradizione a lui favorevole nei tornei francesi, sfodera prestazioni convincenti e accede per la prima volta alla finale di un torneo di categoria 1000, battendo uno dopo l'altro avversari di grande livello quali Gilles Simon, Stan Wawrinka, Andy Roddick e Michaël Llodra. Contro quest'ultimo gioca in semifinale una partita di straordinaria intensità, trionfando nel tiebreak decisivo dopo avere annullato brillantemente tre match point. In finale affronta il francese Monfils, contro cui vantava un bilancio di 2-0 nei confronti diretti. Giocando un match di grande livello trionfa 6-1, 7-6 e vince il suo primo torneo 1000 della carriera. Grazie a questa vittoria, il giorno dopo, lo svedese si proietta al 4º posto della classifica mondiale, il suo best ranking di sempre, e si presenta come grande protagonista per le imminenti ATP World Tour Finals. Dopo il match lo svedese affermò: "È grandioso. Nel match sono partito davvero bene, prima di giocare ero davvero nervoso, anche di più delle mie finali del Grande Slam, perché questa è stata la terza volta che ho disputato una finale a questi livelli e ci tenevo davvero tanto a vincere. È grandioso vincere qui perché dopo gli Slam sono i titoli più ambiti, ogni tennista partecipa a questi tornei e tutti ci tengono a fare bene. Amo questa città, sia per oggi che per le finali al Roland Garros, sono momenti che porterò dietro per il resto della mia vita.".
L'esperienza londinese non si rivela però felice come l'anno precedente. Nonostante una buona vittoria su Ferrer, le sconfitte nella prima e ultima giornata di Round Robin contro Murray e Federer estromettono lo svedese dalle semifinali, a cui era arrivato l'anno precedente, e lo fanno retrocedere a fine anno in 5ª posizione. Il suo rapporto con l'allenatore Magnus Norman giunge a conclusione proprio dopo questo torneo, il 2 dicembre. Dopo avere tentato di assumere come nuovo allenatore Peter Lundgren e Fredri Rosengren la scelta ricade sull'italiano Claudio Pistolesi.
Söderling ricorda con affetto i suoi trascorsi con Norman: "Ho passato i due anni migliori della mia carriera con Magnus come coach, e gli sono grato per l'impegno che ha mostrato in questo periodo con me; sarebbe stato bello continuare, ma sono arrivato a un punto della mia carriera in cui ho bisogno di un allenatore che può darmi il tempo necessario, e focalizzarsi al 100% sul mio tennis. Che è la ragione per cui continuo a sentire che questa è la scelta migliore per entrambi, e ci separiamo da buoni amici". Dal canto suo Norman ha detto: "Guardo con divertimento ai ventisei mesi passati insieme a Robin. Voglio ringraziarlo per la fiducia che ha avuto in me nel prendermi cura della sua carriera, una responsabilità che ho provato a gestire nel migliore modo possibile".

##### 2011 l'ultimo anno
Come l'anno precedente lo svedese inizia l'anno prendendo parte al torneo di esibizione al Mubadala World Tennis Championship, dove viene sconfitto in semifinale da Federer dopo avere eliminato nei quarti Jo-Wilfried Tsonga. Il debutto stagionale nei tornei ATP avviene a Brisbane, dove si presenta da testa di serie nº1. La prima vittoria dell'anno è un 6-2, 6-4 sull'americano Ryan Harrison. La marcia dello svedese prosegue fino alla finale, dove affronta e sconfigge Andy Roddick con il punteggio di 6-3, 7-5; conquista così il settimo titolo in carriera e si riprende la quarta posizione in classifica mondiale ai danni di Andy Murray. Agli Open d'Australia parte nella schiera dei favoriti, ma ancora una volta delude in questo torneo, sconfitto agli ottavi da Aleksandr Dolhopolov in cinque set, dopo avere tuttavia impressionato nei primi tre turni. Sembra che lo svedese abbia accusato problemi fisici, come testimonia l'intervento del fisioterapista e una velocità di prima palla nettamente calata (137 km/h). Nonostante la sconfitta, Soderling afferma che il rapporto con Claudio Pistolesi non è giunto al termine.
Due settimane dopo difende con successo (prima volta in carriera) la vittoria a Rotterdam, con solide prestazioni al servizio. Dopo avere avuto qualche problema negli ottavi contro Philipp Kohlschreiber, match in cui ha dovuto annullare un match point, supera agevolmente in semifinale il serbo Troicki, per imporsi su Jo-Wilfried Tsonga in finale, in una partita combattuta conclusasi 6-3 3-6 6-3. Per lo svedese si tratta del secondo titolo stagionale e del secondo ATP 500 in carriera, nonché l'ottavo trionfo nel suo palmares. Ancora solidissimo al servizio, lo svedese conquista un terzo titolo già a febbraio. È la prima volta in carriera che può contare nel suo palmares annuale almeno tre titoli. Si impone al torneo di Marsiglia, dove si presenta come testa di serie numero 1. Usufruendo di un bye al primo turno, lo svedese batte di seguito Nicolas Mahut, Michaël Llodra, Dmitrij Tursunov, e in finale il croato Marin Čilić, superato con il punteggio di 6-7 6-3 6-3.
Dopo la vittoria nell'incontro di Coppa Davis contro la Russia l'infortunio patito nel match del terzo turno di Indian Wells contro Philipp Kohlschreiber, perso 7-6 6-4, rischia di fargli saltare anche il torneo di Miami. Partecipa poi al torneo, ma l'approssimativa condizione fisica, unita a un tabellone sfortunato, non gli consentono di andare oltre il terzo turno, sconfitto dal rientrante Juan Martín del Potro 6-3 6-2. Saltato come di consueto il Master di Montecarlo, la sua stagione sulla terra inizia malamente con una sconfitta contro Ivan Dodig 6-2 6-4 a Barcellona e continua il trend negativo perdendo nei quarti di finale dell'Estoril contro Juan Martín del Potro.
Il periodo difficile culmina nell'inattesa notizia della fine del rapporto con Claudio Pistolesi. Il 6 maggio, poco dopo la sconfitta contro Roger Federer nei quarti del torneo di Madrid, annuncia di avere assunto come allenatore Fredrik Roesengren. Anche al Master di Roma non va oltre i quarti, sconfitto 6-3 6-0 da Novak Đoković. Al Roland Garros, Soderling parte come quinta testa di serie e sconfigge a fatica Ryan Harrison al primo turno. In seguito batte Albert Ramos Viñolas, Leonardo Mayer e Gilles Simon senza concedere alcun set, prima di perdere ai quarti di finale in tre set con il tradizionale rivale Nadal.
A Wimbledon sconfigge il tedesco Philipp Petzschner al primo turno, per ingaggiare una battaglia al secondo con Lleyton Hewitt, vinta in rimonta 7–6 6–3 7–5 6–4 6–4. Nel terzo turno perde in tre set dall'australiano Bernard Tomić, in un incontro in cui, svuotato di energie, affiorano i problemi alla gola e allo stomaco che lo costringeranno a interrompere l'attività qualche mese dopo. Salta quindi l'impegno di Coppa Davis contro i campioni uscenti della Serbia e prepara al meglio lo Swedish Open di Båstad. Vince il torneo senza perdere alcun set, sconfiggendo nettamente sia il numero 8 del seeding Tomáš Berdych in semifinale (6–1 6–0) che David Ferrer in finale (6–2 6–2), aggiudicandosi il quarto titolo della stagione.

### La malattia, il ritiro e dopo il ritiro
Sarà questa l'ultima esibizione ufficiale, al termine della quale è 5º nel ranking mondiale; un infortunio al polso gli impedisce di partecipare ai Masters di Montreal e Cincinnati. Iscrittosi agli US Open, è costretto a dare forfait prima dell'inizio dopo che i malori accusati a Wimbledon gli tornano con maggior dolore. Gli viene diagnosticata una gravissima forma di mononucleosi, che lo costringe a disertare i tornei successivi. Chiude l'annata al 13º posto del ranking, con un bilancio di 38 vittorie e 9 sconfitte. Nei periodi successivi, dopo essere guarito, manifesta più volte il proposito di rientrare nel tennis professionistico ma, inspiegabilmente, ogni volta che si allena il giorno dopo è completamente privo di energie.
Nel 2014 deve quindi impostare un programma blando di allenamenti, ma rimane convinto di potere rientrare, avendo solo trenta anni e sentendosi motivato dalla presenza di giocatori molto più vecchi nelle prime posizioni della classifica ATP. Söderling annuncia il ritiro il 23 dicembre 2015, oltre quattro anni dopo l'ultimo incontro disputato in un torneo ATP.
In seguito inizia l'attività di coach e allena il connazionale Elias Ymer; alla fine del 2019 subentra a Johan Hedsberg nel ruolo di capitano non giocatore della squadra svedese di Coppa Davis.

## Coppa Davis
In Coppa Davis, dove vanta tredici vittorie (dodici in singolo e una in doppio) e quattro sconfitte (tre in singolo e una in doppio), Soderling non ha mai avuto particolari problemi a disputare gli incontri per la propria Nazionale. A proposito della manifestazione ha affermato: "Per me viene prima degli Slam. Sin da ragazzo, ho vissuto tradizione e spirito di squadra. Che si è tramandato e che, in alcuni Paesi, vale in modo particolare. Come da noi e da voi [in Italia]. Anche se io la giocherei ogni due anni, tipo i Mondiali di calcio che si giocano ogni quattro. Perché è sempre più difficile avere tutti gli anni i migliori, soprattutto dopo gli Slam".
Le vittorie e le sconfitte sono ripartite come di seguito:
| Risultato | Data              | Luogo          | Superficie | Avversario                        | Partner          | Risultato               |
| Perdente  | 6 febbraio 2004   | Adelaide       | Cemento    | Lleyton Hewitt                    |                  | 4-6, 3-6, 1-6           |
| Perdente  | 10 febbraio 2006  | Buenos Aires   | Terra      | David Nalbandian                  |                  | 6-3, 2-6, 4-6, 1-6      |
| Vincitore | 22 settembre 2006 | Belo Horizonte | Terra      | Ricardo Mello                     |                  | 6-0, 6-1, 6-4           |
| Vincitore | 24 settembre 2006 | Belo Horizonte | Terra      | Flávio Saretta                    |                  | 6-0, 6-3, 7-6           |
| Vincitore | 9 febbraio 2007   | Minsk          | Cemento    | Vladimir Volčkov                  |                  | 6-3, 7-6, 6-1           |
| Vincitore | 11 febbraio 2007  | Minsk          | Cemento    | Maks Mirny                        |                  | 6-7, 7-5, 6-7, 7-6, 6-3 |
| Vincitore | 6 aprile 2007     | Göteborg       | Cemento    | Juan Martín del Potro             |                  | 7-6, 7-6, 6-4           |
| Vincitore | 11 aprile 2008    | Buenos Aires   | Terra      | José Acasuso                      |                  | 6-0, 6-4, 6-1           |
| Perdente  | 13 aprile 2008    | Buenos Aires   | Terra      | David Nalbandian                  |                  | 4-6, 6-1, 6-4, 4-6, 7-9 |
| Vincitore | 18 settembre 2009 | Helsingborg    | Cemento    | Victor Crivoi                     |                  | 6–2, 6-1, 7-5           |
| Vincitore | 19 settembre 2009 | Helsingborg    | Cemento    | Victor Hănescu Horia Tecău        | Robert Lindstedt | 6-1, 7-6, 7-6           |
| Vincitore | 20 settembre 2009 | Helsingborg    | Cemento    | Victor Hănescu                    |                  | 7-5, 6-1, 6-0           |
| Vincitore | 5 marzo 2010      | Stoccolma      | Cemento    | Eduardo Schwank                   |                  | 6–1, 7-6, 7-5           |
| Perdente  | 6 marzo 2010      | Stoccolma      | Cemento    | Horacio Zeballos David Nalbandian | Robert Lindstedt | 2-6, 6-7, 6-7           |
| Vincitore | 7 marzo 2010      | Stoccolma      | Cemento    | Leonardo Mayer                    |                  | 7-5, 7-6, 7-5           |
| Vincitore | 17 settembre 2010 | Lidköping      | Cemento    | Fabio Fognini                     |                  | 6-1 6-3 6-2             |
| Vincitore | 19 settembre 2010 | Lidköping      | Cemento    | Simone Bolelli                    |                  | 6–3, 6-3, 6-3           |
| Vincitore | 4 marzo 2011      | Borås          | Cemento    | Igor' Andreev                     |                  | 6-3, 6-3, 6-1           |

## Rivalità con Nadal
Söderling ha una nota "rivalità" con Rafael Nadal, nata nel match tra i due valevole per il terzo turno di Wimbledon 2007 e durato cinque set, terminato dopo diversi giorni a causa di rinvii per pioggia. Söderling fece scalpore per essere uscito dal rettangolo di gioco mentre Nadal si preparava a servire, in segno di protesta per i tempi eccessivi impiegati da Nadal tra la fine del punto e il servizio. All'inizio del quinto set Nadal era pronto a servire ma non si rese conto che lo svedese era deliberatamente andato a prendere una nuova racchetta per rallentare lo spagnolo. Quando Soderling tornò in campo ed entrambi erano pronti per iniziare Nadal disse a Soderling, dall'altra parte della rete, "new balls, yeah?" ("nuove palle, eh?") e alzò la palla per fargliela ben vedere, atto a cui Söderling rispose beffandosi di Nadal imitando il suo particolare modo di tirare su i pantaloncini. Nadal prevalse nell'incontro per 6-4 6-4 6-7 4-6 7-5.
Nell'intervista post-partita un giornalista gli chiese cosa ne pensasse di quanto era successo, precisando che probabilmente Nadal si era irritato anche perché Söderling aveva ottenuto un punto con l'aiuto del nastro e non si era scusato, come di consueto fanno i tennisti. Söderling piuttosto seccato rispose: "Se il mio avversario fa un colpo fortunato e non mi dice scusa, non c'è problema. Cioè, per me non c'è problema. Perché dovrei dire scusa quando ho questo... momento della mia vita? Perché dovrei dire scusa?".
Nel 2009 i due si reincontrarono in un match al Master 1000 di Roma. Sul 30-30, 6-1 2-0 per Nadal, ci fu di nuovo un avvenimento controverso. Nadal durante lo scambio piazzò un colpo che il giudice di linea chiamò fuori. Söderling, concordando con questa versione, fece segno all'arbitro indicando il punto dove secondo lui la palla era atterrata, ma il segno da lui indicato era un errore grossolano di almeno un metro. Il giudice di sedia scese per controllare eventuali segni ed effettivamente si accorse di uno "sbuffo" sul fondolinea, assegnando il punto contro lo svedese; quest'ultimo iniziò una veemente protesta contro lo stesso e con il giudice di linea. Söderling perse l'incontro con un pesante 6-1 6-0.
Solo un mese più tardi Söderling sconfisse lo spagnolo sulla terra del Roland Garros (6-2 6-7 6-4 7-6), e anche nel successivo confronto, a Londra, in occasione delle ATP World Tour Finals 2009, lo svedese vinse e convinse per 6-4 6-4. I due si sono incontrati poi nella finale dell'Open di Francia 2010, oltre che nei quarti di Wimbledon. In entrambe le occasioni prevalse Nadal, che guida attualmente per cinque a due i confronti diretti. Nonostante i precedenti il rapporto tra i due sembra essere nettamente migliorato. In occasione della finale del Roland Garros 2010 lo spagnolo tenne a precisare che il comportamento dello svedese era molto migliorato, e che i due nutrivano rispetto l'un l'altro, salutandosi formalmente negli spogliatoi.

## Statistiche

### Singolare

#### Vittorie (10)
| Legenda singolare                                      |
| Grande Slam (0)                                        |
| ATP Masters Cup / ATP World Tour Finals (0)            |
| ATP Masters Series / ATP Masters 1000 (1)              |
| ATP International Series Gold / ATP World Tour 500 (2) |
| ATP International Series / ATP World Tour 250 (7)      |

| Legenda superfici |
| Cemento (5)       |
| Terra (2)         |
| Erba (0)          |
| Sintetico (3)     |

| Numero | Data             | Torneo                                          | Superficie    | Avversario in finale | Punteggio           |
| 1.     | 4 ottobre 2004   | Grand Prix de Tennis de Lyon, Lione (1)         | Sintetico (i) | Xavier Malisse       | 6–2, 3–6, 6–4       |
| 2.     | 31 gennaio 2005  | Milan Indoor, Milano                            | Sintetico (i) | Radek Štěpánek       | 6–3, 6(2)–7, 7–6(5) |
| 3.     | 26 ottobre 2008  | Grand Prix de Tennis de Lyon, Lione (2)         | Sintetico (i) | Julien Benneteau     | 6–3, 6(5)–7, 6–1    |
| 4.     | 19 luglio 2009   | Swedish Open, Båstad (1)                        | Terra rossa   | Juan Mónaco          | 6–3, 7–6(4)         |
| 5.     | 14 febbraio 2010 | ABN AMRO World Tennis Tournament, Rotterdam (1) | Cemento (i)   | Michail Južnyj       | 6–4, 2–0 rit.       |
| 6.     | 14 novembre 2010 | BNP Paribas Masters, Parigi                     | Cemento (i)   | Gaël Monfils         | 6–1, 7–6(1)         |
| 7.     | 9 gennaio 2011   | Brisbane International, Brisbane                | Cemento       | Andy Roddick         | 6–3, 7–5            |
| 8.     | 13 febbraio 2011 | ABN AMRO World Tennis Tournament, Rotterdam (2) | Cemento (i)   | Jo-Wilfried Tsonga   | 6–3, 3–6, 6–3       |
| 9.     | 20 febbraio 2011 | Open 13, Marsiglia                              | Cemento (i)   | Marin Čilić          | 6(8)–7, 6–3, 6–3    |
| 10     | 17 luglio 2011   | Swedish Open, Båstad (2)                        | Terra rossa   | David Ferrer         | 6–2, 6–2            |

| Legenda tornei minori |
| Challengers (4)       |
| Futures (1)           |

| Numero | Data              | Torneo                           | Superficie    | Avversario in finale | Punteggio |
| 1.     | 23 settembre 2001 | Svezia F1, Göteborg              | Sintetico (i) | Marcus Sarstrand     | 6–2, 6–3  |
| 2.     | 27 luglio 2003    | Tampere Open, Tampere            | Terra rossa   | Igor' Andreev        | 6–4, 6–1  |
| 3.     | 8 settembre 2003  | Istanbul Challenger, Istanbul    | Cemento       | Michel Kratochvil    | 6–4, 6–1  |
| 4.     | 8 settembre 2003  | Heilbronn Open, Talheim          | Cemento (i)   | Tomáš Zíb            | 6–1, 6–4  |
| 5.     | 23 giugno 2009    | BMW Tennis Championship, Sunrise | Cemento       | Tomáš Berdych        | 6–1, 6–1  |

#### Finali perse (10)
| Legenda singolare                                      |
| Grande Slam (2)                                        |
| ATP Masters Cup / ATP World Tour Finals (0)            |
| ATP Masters Series / ATP Masters 1000 (0)              |
| ATP International Series Gold / ATP World Tour 500 (4) |
| ATP International Series / ATP World Tour 250 (4)      |

| Numero | Data             | Torneo                                      | Superficie  | Avversario in finale | Punteggio           |
| 1.     | 20 ottobre 2003  | Stockholm Open, Stoccolma (1)               | Cemento (i) | Mardy Fish           | 5–7, 6–3, 6(4)–7    |
| 2.     | 23 febbraio 2004 | Open 13, Marsiglia                          | Cemento (i) | Dominik Hrbatý       | 6–4, 4–6, 4–6       |
| 3.     | 20 febbraio 2006 | RMK Championships, Memphis (1)              | Cemento (i) | Tommy Haas           | 3–6, 2–6            |
| 4.     | 18 febbraio 2008 | ABN AMRO World Tennis Tournament, Rotterdam | Cemento (i) | Michaël Llodra       | 7–6(3), 3–6, 6(4)–7 |
| 5.     | 25 febbraio 2008 | RMK Championships, Memphis (2)              | Cemento (i) | Steve Darcis         | 3–6, 6(5)–7         |
| 6.     | 6 ottobre 2008   | Stockholm Open, Stoccolma (2)               | Cemento (i) | David Nalbandian     | 2–6, 7–5, 3–6       |
| 7.     | 7 giugno 2009    | Open di Francia, Parigi (1)                 | Terra rossa | Roger Federer        | 1–6, 6(1)–7, 4–6    |
| 8.     | 25 aprile 2010   | Barcelona Open Banco Sabadell, Barcellona   | Terra rossa | Fernando Verdasco    | 3–6, 6–4, 3–6       |
| 9.     | 6 giugno 2010    | Open di Francia, Parigi (2)                 | Terra rossa | Rafael Nadal         | 4–6, 2–6, 4–6       |
| 10.    | 18 luglio 2010   | Swedish Open, Båstad                        | Terra rossa | Nicolás Almagro      | 5–7, 6–3, 2–6       |

### Doppio

#### Vittorie (1)
| Numero | Data           | Torneo               | Superficie  | Compagno       | Avversari in finale               | Punteggio |
| 1.     | 13 luglio 2008 | Swedish Open, Båstad | Terra rossa | Jonas Björkman | Johan Brunström Jean-Julien Rojer | 6–2, 6–2  |

#### Finali perse (1)
| Numero | Data           | Torneo               | Superficie  | Compagno         | Avversari in finale             | Punteggio        |
| 1.     | 19 luglio 2009 | Swedish Open, Båstad | Terra rossa | Robert Lindstedt | Jaroslav Levinský Filip Polášek | 6–1, 3–6, [7–10] |

### Risultati in progressione
Statistiche aggiornate al 4 luglio 2011
| Torneo                                             | 2001                     | 2002                     | 2003                     | 2004                     | 2005                     | 2006                     | 2007                     | 2008                     | 2009    | 2010    | 2011    | Carriera V-P |
| -------------------------------------------------- | ------------------------ | ------------------------ | ------------------------ | ------------------------ | ------------------------ | ------------------------ | ------------------------ | ------------------------ | ------- | ------- | ------- | ------------ |
| Tornei Grande Slam                                 |                          |                          |                          |                          |                          |                          |                          |                          |         |         |         |              |
| Australian Open, Melbourne                         | A                        | A                        | LQ                       | 2T                       | 1T                       | A                        | 1T                       | A                        | 2T      | 1T      | 4T      | 5–6          |
| Open di Francia, Parigi                            | A                        | A                        | LQ                       | 1T                       | 2T                       | 1T                       | 1T                       | 3T                       | F       | F       | QF      | 19–8         |
| Wimbledon, Londra                                  | A                        | A                        | 3T                       | 1T                       | 1T                       | 1T                       | 3T                       | 2T                       | 4T      | QF      | 3T      | 14–9         |
| US Open, New York                                  | A                        | 2T                       | 1T                       | 2T                       | 3T                       | 2T                       | A                        | 1T                       | QF      | QF      | A       | 13–8         |
| Vittorie-Sconfitte                                 | 0–0                      | 1–1                      | 2–2                      | 2–4                      | 3–4                      | 1–3                      | 2–3                      | 3–3                      | 14–4    | 14–4    | 11-4    | 53–32        |
| Tennis Masters Cup / ATP World Tour Finals         |                          |                          |                          |                          |                          |                          |                          |                          |         |         |         |              |
| ATP World Tour Finals , Londra                     | A                        | A                        | A                        | A                        | A                        | A                        | A                        | A                        | SF      | RR      |         |              |
| Vittorie-Sconfitte                                 | 0–0                      | 0–0                      | 0–0                      | 0–0                      | 0–0                      | 0–0                      | 0–0                      | 0–0                      | 2–2     | 1-2     |         | 3–4          |
| Giochi Olimpici                                    |                          |                          |                          |                          |                          |                          |                          |                          |         |         |         |              |
| Giochi Olimpici                                    | NH                       | NH                       | NH                       | 1T                       | NH                       | NH                       | NH                       | 1T                       | NH      | NH      | NH      | 0–2          |
| ATP Masters 1000                                   |                          |                          |                          |                          |                          |                          |                          |                          |         |         |         |              |
| BNP Paribas Open, Indian Wells                     | A                        | A                        | A                        | 2T                       | A                        | 3T                       | 3T                       | 2T                       | 2T      | SF      | 3T      | 10–7         |
| Sony Ericsson Open, Miami                          | A                        | A                        | A                        | 2T                       | A                        | A                        | A                        | 3T                       | 2T      | SF      | 3T      | 8–5          |
| Monte Carlo Masters, Monte Carlo                   | A                        | A                        | A                        | 1T                       | 1T                       | 3T                       | QF                       | 2T                       | 1T      | A       | A       | 6–6          |
| Internazionali BNL d'Italia, Roma                  | A                        | A                        | A                        | 1T                       | 1T                       | A                        | 2T                       | 1T                       | 3T      | 3T      | QF      | 6–7          |
| Madrid Masters, Madrid                             | A                        | A                        | A                        | 2T                       | A                        | 3T                       | A                        | 2T                       | 2T      | 2T      | QF      | 7–6          |
| Canada Masters Montréal/Toronto                    | A                        | A                        | A                        | 2T                       | 2T                       | 1T                       | 1T                       | 3T                       | A       | 3T      | A       | 5–6          |
| Cincinnati Masters, Cincinnati                     | A                        | A                        | A                        | 3T                       | 2T                       | 3T                       | A                        | 3T                       | 1T      | 3T      | A       | 8–6          |
| Shanghai Masters, Shanghai                         | NH                       | NH                       | NH                       | NH                       | Non ATP Masters Series   | Non ATP Masters Series   | Non ATP Masters Series   | Non ATP Masters Series   | QF      | QF      | A       | 5–2          |
| Paris Masters, Parigi                              | A                        | A                        | A                        | QF                       | A                        | 2T                       | A                        | 2T                       | QF      | V       |         | 11–4         |
| Hamburg Masters, Amburgo                           | A                        | A                        | A                        | 1T                       | 2T                       | 3T                       | 2T                       | 3T                       | ATP 500 | ATP 500 | ATP 500 | 6–5          |
| Vittorie-Sconfitte                                 | 0–0                      | 0–0                      | 0–0                      | 9–9                      | 3–5                      | 10–7                     | 6–5                      | 12–9                     | 8–8     | 18–7    | 6–4     | 72–54        |
| ATP International Series Gold / ATP 500 Series     |                          |                          |                          |                          |                          |                          |                          |                          |         |         |         |              |
| ABN AMRO World Tennis Tournament, Rotterdam        | A                        | A                        | A                        | A                        | A                        | A                        | A                        | F                        | A       | V       | V       | 14–1         |
| Regions Morgan Championship, Memphis               | A                        | A                        | A                        | A                        | A                        | F                        | A                        | F                        | 1T      | A       | A       | 8–3          |
| Dubai Tennis Championships, Dubai                  | A                        | A                        | A                        | A                        | 1T                       | A                        | SF                       | A                        | A       | A       | A       | 4–2          |
| Torneo Godó, Barcellona                            | A                        | A                        | A                        | A                        | A                        | A                        | 1T                       | A                        | 1T      | F       | 2T      | 6–4          |
| German Open Hamburg, Amburgo                       | Master 1000              | Master 1000              | Master 1000              | Master 1000              | Master 1000              | Master 1000              | Master 1000              | Master 1000              | 3T      | A       | A       | 1–1          |
| Washington Open, Washington                        | A                        | A                        | A                        | A                        | A                        | A                        | A                        | A                        | QF      | A       | A       | 2–1          |
| China Open, Pechino                                | A                        | A                        | A                        | A                        | A                        | A                        | A                        | A                        | SF      | QF      | A       | 5–2          |
| Japan Open Tennis Championships, Tokyo             | A                        | A                        | 1T                       | A                        | A                        | A                        | A                        | A                        | A       | A       | A       | 0–1          |
| Open de Tenis Comunidad Valenciana, Valencia       | ATP International Series | ATP International Series | ATP International Series | ATP International Series | ATP International Series | ATP International Series | ATP International Series | ATP International Series | A       | SF      |         | 3–1          |
| Vittorie-Sconfitte                                 | 0–0                      | 0–0                      | 0–1                      | 0–0                      | 0–1                      | 4–1                      | 5–2                      | 8–2                      | 7–5     | 14–3    | 5-1     | 43–16        |
| ATP International Series / ATP 250 Series          |                          |                          |                          |                          |                          |                          |                          |                          |         |         |         |              |
| Brisbane International, Brisbane                   | A                        | A                        | A                        | A                        | A                        | A                        | A                        | A                        | QF      | A       | V       | 7–1          |
| Qatar Open ATP, Doha                               | A                        | A                        | A                        | 2T                       | A                        | A                        | SF                       | A                        | A       | A       | A       | 4–2          |
| Chennai Open, Chennai                              | A                        | A                        | A                        | A                        | A                        | A                        | A                        | A                        | A       | 1T      | A       | 0–1          |
| Medibank International, Sydney                     | A                        | A                        | A                        | 1T                       | A                        | A                        | A                        | A                        | A       | A       | A       | 0–1          |
| Heineken Open, Auckland                            | A                        | A                        | LQ                       | 1T                       | A                        | A                        | A                        | A                        | SF      | A       | A       | 2–2          |
| PBZ Zagreb Indoors, Zagabria                       | A                        | A                        | A                        | A                        | A                        | 1T                       | 2T                       | A                        | A       | A       | A       | 1–2          |
| SAP Open, San Jose                                 | A                        | A                        | A                        | A                        | A                        | QF                       | A                        | A                        | A       | A       | A       | 2–1          |
| Open 13, Marsiglia                                 | A                        | A                        | A                        | F                        | A                        | A                        | SF                       | QF                       | A       | QF      | V       | 14–4         |
| BMW Open, Monaco di Baviera                        | A                        | A                        | A                        | 1T                       | A                        | 2T                       | A                        | A                        | A       | A       | A       | 1–2          |
| Estoril Open, Estoril                              | A                        | A                        | A                        | A                        | A                        | A                        | A                        | A                        | A       | A       | QF      | 1–1          |
| ATP Nizza, Nizza                                   | NH                       | NH                       | NH                       | NH                       | NH                       | NH                       | NH                       | NH                       | NH      | 2T      | A       |              |
| Halle Open, Halle                                  | A                        | A                        | A                        | 1T                       | 1T                       | QF                       | 2T                       | QF                       | A       | A       | A       | 5–5          |
| UNICEF Open, 's-Hertogenbosch                      | A                        | A                        | A                        | A                        | 1T                       | A                        | A                        | A                        | A       | A       | A       | 1–1          |
| Nottingham Open, Nottingham                        | A                        | A                        | A                        | SF                       | A                        | SF                       | A                        | A                        | NH      | NH      | NH      | 6–2          |
| Swedish Open, Båstad                               | LQ                       | 1T                       | 2T                       | SF                       | 2T                       | QF                       | QF                       | QF                       | V       | F       | V       | 22–8         |
| Atlanta Tennis Championships, Indianapolis/Atlanta | A                        | A                        | A                        | 2T                       | A                        | A                        | A                        | A                        | A       | A       | A       | 0–1          |
| Pilot Pen Tennis, New Haven                        | A                        | A                        | A                        | A                        | 2T                       | SF                       | A                        | A                        | A       | A       | A       | 3–2          |
| Open de Moselle, Metz                              | A                        | A                        | A                        | A                        | QF                       | 1T                       | A                        | A                        | A       | A       | A       | 2–2          |
| Malaysian Open, Kuala Lumpur                       | A                        | A                        | A                        | A                        | A                        | A                        | A                        | A                        | SF      | QF      | A       | 5–3          |
| Stockholm Open, Stoccolma                          | 2T                       | 1T                       | SF                       | 2T                       | A                        | SF                       | A                        | F                        | SF      | QF      |         | 17–8         |
| Kremlin Cup, Mosca                                 | A                        | A                        | A                        | 1T                       | A                        | A                        | A                        | A                        | A       | A       |         | 0–1          |
| Grand Prix de Tennis de Lyon, Lione                | A                        | A                        | A                        | V                        | A                        | QF                       | A                        | V                        | A       | A       |         | 12–1         |
| Tennis Channel Open, Scottsdale/Las Vegas          | A                        | A                        | A                        | 2T                       | A                        | 1T                       | A                        | A                        | NH      | NH      | NH      | 1–2          |
| Milan Indoor, Milano                               | A                        | A                        | A                        | A                        | V                        | NH                       | NH                       | NH                       | NH      | NH      | NH      | 5–0          |
| Hypo Group Tennis International, Sankt Pölten      | A                        | 1T                       | A                        | 1T                       | A                        | A                        | A                        | A                        | NH      | NH      | NH      | 0–2          |
| Kingfisher Airlines Tennis Open, Shanghai          | A                        | NH                       | SF                       | A                        | A                        | A                        | A                        | A                        | NH      | NH      | NH      | 3–1          |
| Dutch Open, Amersfoort                             | A                        | 1T                       | A                        | A                        | A                        | A                        | A                        | A                        | NH      | NH      | NH      | 0–1          |
| Vittorie-Sconfitte                                 | 1–1                      | 0–4                      | 8–3                      | 20–13                    | 10–7                     | 18–9                     | 10–5                     | 17–5                     | 13–4    | 6–6     | 10–1    | 109–60       |
| World Team Championship                            |                          |                          |                          |                          |                          |                          |                          |                          |         |         |         |              |
| World Team Cup, Düsseldorf                         | A                        | A                        | A                        | A                        | A                        | A                        | RR                       | V                        | A       | A       | RR      | 10-1         |
| Vittorie-Sconfitte                                 | 0–0                      | 0–0                      | 0–0                      | 0–0                      | 0–0                      | 0–0                      | 3–1                      | 4–0                      | 0–0     | 0–0     |         | 7–1          |
| Statistiche Carriera                               |                          |                          |                          |                          |                          |                          |                          |                          |         |         |         |              |
| Finali ATP World Tour                              | 0                        | 0                        | 1                        | 2                        | 1                        | 1                        | 0                        | 4                        | 2       | 5       | 4       | 20           |
| Tornei ATP vinti                                   | 0                        | 0                        | 0                        | 1                        | 1                        | 0                        | 0                        | 1                        | 1       | 2       | 4       | 10           |
| Vittorie-Sconfitte                                 | 1–1                      | 1–5                      | 10–6                     | 31–28                    | 16–18                    | 35–23                    | 27–16                    | 45–21                    | 49–21   | 56–20   | 38–9    | 310–170      |
| Ranking di fine anno                               | 444                      | 163                      | 60                       | 34                       | 77                       | 25                       | 41                       | 17                       | 8       | 5       |         | N/A          |

| Sigla | Risultato                        |
| ----- | -------------------------------- |
| V     | Vincitore                        |
| F     | Finalista                        |
| SF    | Semifinalista                    |
| QF    | Quarti di Finale                 |
| 4T    | Quarto turno                     |
| 3T    | Terzo turno                      |
| 2T    | Secondo turno                    |
| 1T    | Primo turno                      |
| RR    | Round Robin (World Finals)       |
| LQ    | Turno di Qualifica (Grande Slam) |
| NH    | Non tenutosi                     |
| A     | Assente                          |

| Legenda superfici |
| Cemento           |
| Terra rossa       |
| Erba              |

### Testa a testa con giocatori classificati top-3
In grassetto sono indicati i giocatori ancora in attività.
Aggiornato al 4 settembre 2020
| Giocatore           | Ranking | V-S   | V%     | Cemento     | Terra         | Erba        | Sintetico    |
| Marcelo Ríos        | 1       | 0–1   | 0%     | 0–1         | 0–0           | 0–0         | 0–0          |
| Carlos Moyá         | 1       | 0–2   | 0%     | 0–0         | 0–2           | 0–0         | 0–0          |
| Marat Safin         | 1       | 0–2   | 0%     | 0–1         | 0–0           | 0–0         | 0–1          |
| Juan Carlos Ferrero | 1       | 1–1   | 50%    | 1–1         | 0–0           | 0–0         | 0–0          |
| Lleyton Hewitt      | 1       | 2–3   | 40%    | 1–3         | 0–0           | 1–0         | 0–0          |
| Rafael Nadal        | 1       | 2–6   | 25,00% | 1–0         | 1–4           | 0–2         | 0–0          |
| Andy Roddick        | 1       | 4–2   | 66,67% | 3–2         | 0–0           | 0–0         | 1–0          |
| Roger Federer       | 1       | 1–16  | 6,25%  | 0–9         | 1–4           | 0–3         | 0–0          |
| Novak Đoković       | 1       | 1–6   | 14,28% | 1–4         | 0–2           | 0–0         | 0–0          |
| Tommy Haas          | 2       | 1–3   | 25%    | 0–2         | 1–0           | 0–1         | 0–0          |
| Andy Murray         | 2       | 2–3   | 40%    | 2–3         | 0–0           | 0–0         | 0–0          |
| Guillermo Coria     | 3       | 0–1   | 0%     | 0–1         | 0–0           | 0–0         | 0–0          |
| Ivan Ljubičić       | 3       | 2–3   | 40%    | 2–3         | 0–0           | 0–0         | 0–0          |
| David Nalbandian    | 3       | 1–6   | 14,28% | 0–3         | 1–3           | 0–0         | 0–0          |
| Nikolaj Davydenko   | 3       | 7–4   | 63,63% | 4–4         | 3–0           | 0–0         | 0–0          |
| Totale              | –       | 24–58 | 29%    | 15–37 (29%) | 7–14 (36,84%) | 1–6 (0,00%) | 1–1 (50,00%) |